# Madrid Bravos
Madrid Bravos ist ein American-Football-Team aus Madrid, Spanien, welches seit 2024 in der European League of Football startet.
Organisiert wird das Team von der Kapitalgesellschaft Marlos Sports 2022 SL. General Manager ist Jaime Martín Lostao. Die Mannschaften in der höchsten spanischen Liga LNFA aus dem Madrider Raum – Las Rozas Black Demons, Osos Rivas und Coslada Camioneros – arbeiten mit dem Franchise zusammen.

## Geschichte
Madrid wurde am 19. Mai 2023 als neuer Standort für die Saison 2024 angekündigt und ist damit der zweite Standort in Spanien neben den Barcelona Dragons, die seit 2021 in der ELF spielen. Name und Logo des neuen Franchises wurden am 26. September 2023 vorgestellt. Einen Monat später wurde der US-Amerikaner Rip Scherer als erster Head Coach des Franchises präsentiert. Die erste Spielerverpflichtung wurde am 27. November bekannt gegeben: Der Offensive Lineman Carlos Carrasco hatte im Jahr zuvor für den Ligakonkurrenten Cologne Centurions gespielt.

### Saison 2024
In der Western Conference traten die Bravos 2024 gegen die Hamburg Sea Devils, Paris Musketeers, Frankfurt Galaxy, Cologne Centurions und Rhein Fire an. Als Interconference-Rivale warteten die Barcelona Dragons. Die Madrid Bravos konnten in ihrer ersten Off-Season bereits mehrere hochkarätige Spieler vorstellen. So wechselte neben Wide Receiver William Patterson auch Edge Rusher Alejandro Fernández von Rhein Fire zum spanischen Franchise.
Die Bravos starteten mit einem Sieg im spanischen Derby gegen Barcelona in die Franchisegeschichte. Es folgte ein überraschender Sieg beim amtierenden Meister Rhein Fire. Erst im Rückspiel zwei Wochen später mussten die Bravos die erste Niederlage hinnehmen. Die Bravos konnten aber in den folgenden Spielen weiterhin überzeugen und belegten schließlich mit acht Siegen bei vier Niederlagen den dritten Platz in der Western Conference. Damit zog man in die Playoffs ein. Dort stand man in der Wild-Card-Runde zum dritten Mal Rhein Fire gegenüber. Die Bravos unterlagen dem späteren Titelverteidiger klar mit 10 zu 40.
Nach der Saison verließ Head Coach Rip Scherer aus persönlichen Gründen das Team. Auch der Assistant Head Coach Mac McWhorter (Ruhestand) und Offensive Coordinator Dave Warner (wechselte als Head Coach zu den Prague Lions) verließen das Franchise.

### Saison 2025
Neuer Head Coach wurde am 1. Oktober 2024 Andrew Weidinger. Weidinger war zuvor zwei Jahre Offensive Coordinator von Rhein Fire und 2022 Head Coach der Barcelona Dragons.

## Name und Logo
Der Name des Teams leitet sich von einer der Bezeichnungen ab, die in Spanien für die bekannten Kampfstiere verwendet wird, die toros bravos (dt.: tapfere Bullen).
Entsprechend des Namens zeigt das Logo der Madrid Bravos einen nach rechts blickenden, grau-braunen Stierkopf mit orangen Augen und Akzenten sowie roten Hörnern.

## Statistik

### Platzierungen
| Saison | Conf./Div. | Platz | Spiele | S | N | SQ    | P+  | P−  | Diff | Conf | Serie                | Postseason                        | Zuschauer Ø |
| ------ | ---------- | ----- | ------ | - | - | ----- | --- | --- | ---- | ---- | -------------------- | --------------------------------- | ----------- |
| 2024   | Western    | 3.    | 12     | 8 | 4 | 0,667 | 411 | 204 | +207 | 6:4  | 3S–1N–2S–1N–2S-2N–1S | WC Niederlage: Rhein Fire (10:40) | 1.393       |
| 2025   | South      |       |        |   |   |       |     |     |      |      |                      |                                   |             |
| Summe  | Summe      | Summe | 12     | 8 | 4 | 0,667 | 411 | 204 | +207 | 6:4  |                      | Wildcard 0-1                      | 1.393       |

(WC: Wildcard, HF: Halbfinale, CG: Championship Game)

### Direkter Vergleich
| Gegner               | erste Begegnung | Regular Season | Regular Season | Regular Season | Regular Season | Regular Season | Regular Season | Regular Season | Play-offs | Play-offs | Play-offs | Play-offs | Play-offs | Höchster Sieg | Höchste Niederlage |
| Gegner               | erste Begegnung | Sp             | S              | N              | SQ             | P+             | P−             | Diff           | S         | N         | P+        | P−        | Diff      | Höchster Sieg | Höchste Niederlage |
| -------------------- | --------------- | -------------- | -------------- | -------------- | -------------- | -------------- | -------------- | -------------- | --------- | --------- | --------- | --------- | --------- | ------------- | ------------------ |
| Barcelona Dragons    | 2024            | 2              | 2              | 0              | 1,000          | 96             | 12             | 0+84           |           |           |           |           |           | 54:00 (2024)  | –                  |
| Cologne Centurions   | 2024            | 2              | 2              | 0              | 1,000          | 72             | 24             | 0+48           |           |           |           |           |           | 37:00 (2024)  | –                  |
| Fehérvár Enthroners  | 2025            | 2              | 2              | 0              | 1,000          | 94             | 29             | 0+65           |           |           |           |           |           | 45:70 (2025)  | –                  |
| Frankfurt Galaxy     | 2024            | 4              | 2              | 2              | 0,500          | 146            | 131            | 0+15           |           |           |           |           |           | 46:15 (2024)  | 20:37 (2024)       |
| Hamburg Sea Devils   | 2024            | 4              | 4              | 0              | 1,000          | 185            | 34             | +151           |           |           |           |           |           | 57:00 (2025)  | –                  |
| Helvetic Mercenaries | 2025            | 2              | 2              | 0              | 1,000          | 108            | 41             | 0+67           |           |           |           |           |           | 61:60 (2025)  | –                  |
| Munich Ravens        | 2025            | 2              | 0              | 2              | 0,000          | 67             | 73             | 00–6           |           |           |           |           |           | –             | 40:43 (2025)       |
| Paris Musketeers     | 2024            | 2              | 0              | 2              | 0,000          | 25             | 44             | 0–19           |           |           |           |           |           | –             | 13:29 (2024)       |
| Raiders Tirol        | 2025            | 2              | 1              | 1              | 0,500          | 88             | 63             | 0+25           |           |           |           |           |           | 54:28 (2025)  | 34:35 (2025)       |
| Rhein Fire           | 2024            | 2              | 1              | 1              | 0,500          | 37             | 50             | 0–13           | 0         | 1         | 10        | 40        | –30       | 22:10 (2024)  | 10:40 (2024 WC)    |

Stand: 18. August 2025
Legende:
| Spiele       | Siege              | Niederlagen           |
| SQ Siegquote | P+ gemachte Punkte | P− gegnerische Punkte |

## Trainer

### Head Coaches
| # | Name             | Saisons | Regular Season | Regular Season | Regular Season | Regular Season | Play-offs | Play-offs | Play-offs |
| # | Name             | Saisons | Spiele         | S              | N              | Gewonnen%      | Spiele    | S         | N         |
| - | ---------------- | ------- | -------------- | -------------- | -------------- | -------------- | --------- | --------- | --------- |
| 1 | Rip Scherer      | 2024    | 12             | 8              | 4              | 0,667          | 1         | 0         | 1         |
| 2 | Andrew Weidinger | 2025–   |                |                |                |                |           |           |           |